# 筑井利江
筑井 利江（つくい としえ、1975年7月30日 - ）は、日本の元フィールドホッケー選手。

## 経歴・人物
栃木県鹿沼市出身。天理大学を卒業後、飯能市役所、飯能市教育委員会に所属。
2008年北京オリンピックに出場した。